# Manuel Torres
Manuel Roberto Torres Cano (Chihuahua, 25 de março de 1995) é um lutador mexicano de artes marciais mistas que compete como peso-mosca no Ultimate Fighting Championship.

## Carreira no MMA

### Começos
Ele começou sua carreira profissional no MMA em maio de 2014 e, nos quatro anos seguintes, acumulou um recorde invicto de 8-0. Sua estreia foi com uma vitória por nocaute técnico no primeiro round sobre Ever Alvarado no evento WBS World Best Gladiators 2.
Em 3 de novembro de 2018, Torres perdeu seu recorde invicto para Mahatma Garcia no Hardcore Fighter 3 por finalização, após ser finalizado com uma chave de calcanhar.
Torres enfrentou Kolton Englund em 26 de outubro de 2021, no Dana White's Contender Series 45. Ele venceu a luta por nocaute técnico no primeiro round, garantindo um contrato com o UFC.

### Ultimate Fighting Championship
Em 14 de maio de 2022, Loco Torres fez sua estreia na promoção contra Frank Camacho no UFC on ESPN 36. Ele venceu a luta por nocaute técnico no segundo round.
Torres enfrentou Nikolas Motta em 17 de junho de 2023 no UFC on ESPN 47. Ele venceu a luta por nocaute após finalizar Motta com uma cotovelada no primeiro round.
Torres enfrentou Chris Duncan em 24 de fevereiro de 2024 no UFC Fight Night 237. Ele venceu a luta por finalização no primeiro round.
Torres enfrentou Ignacio Bahamondes em 14 de setembro de 2024 no UFC 306. Ele perdeu a luta por nocaute técnico no primeiro round.
Torres enfrentou Drew Dober em 29 de março de 2025 no UFC on ESPN 64. Ele venceu a luta por nocaute técnico no primeiro round.

## Campeonatos e realizações
- Ultimate Fighting Championship
  - Performance da Noite (Quatro vezes) vs. Frank Camacho, Nikolas Motta, Chris Duncan e Drew Dober

## Cartel no MMA
| Cartel no MMA   |             |            |
| 19 lutas        | 16 vitórias | 3 derrotas |
| Por nocaute     | 8           | 1          |
| Por finalização | 7           | 2          |
| Por decisão     | 1           | 0          |

| Res.    | Cartel | Oponente           | Método                               | Evento                                   | Data       | Round | Tempo | Local            | Notas                 |
| ------- | ------ | ------------------ | ------------------------------------ | ---------------------------------------- | ---------- | ----- | ----- | ---------------- | --------------------- |
| Vitória | 16–3   | Drew Dober         | Nocaute técnico (socos)              | UFC on ESPN: Moreno vs. Erceg            | 29/05/2025 | 1     | 1:45  | Cidade do México | Performance da Noite. |
| Derrota | 15–3   | Ignacio Bahamondes | Nocaute técnico (socos)              | UFC 306                                  | 14/09/2024 | 1     | 4:02  | Las Vegas        |                       |
| Vitória | 15–2   | Chris Duncan       | Submissão (mata-leão)                | UFC Fight Night: Moreno vs. Royval 2     | 24/02/2024 | 1     | 4:46  | Cidade do México | Performance da Noite. |
| Vitória | 14–2   | Nikolas Motta      | Nocaute (cotovelo)                   | UFC on ESPN: Vettori vs. Cannonier       | 17/06/2023 | 1     | 1:50  | Las Vegas        | Performance da Noite. |
| Vitória | 13–2   | Frank Camacho      | Nocaute técnico (socos)              | UFC on ESPN: Błachowicz vs. Rakić        | 14/05/2022 | 1     | 3:27  | Las Vegas        | Performance da Noite. |
| Vitória | 12–2   | Kolton Englund     | Nocaute técnico (socos)              | Dana White's Contender Series 45         | 26/10/2021 | 1     | 2:10  | Las Vegas        |                       |
| Vitória | 11–2   | Carlos Canada      | Submissão (guilhotina)               | UWC México 27                            | 11/06/2021 | 1     | 0:25  | Chihuahua        |                       |
| Vitória | 10–2   | Daniel Vega        | Submissão (mata-leão)                | RRR Promotions 6 - Rico vs. Torres       | 14/03/2020 | 1     | 1:03  | Chihuahua        |                       |
| Derrota | 9–2    | Carlos Calvo       | Submissão (chave de joelho)          | Crixus MMA 01                            | 12/09/2019 | 1     | 1:23  | Tijuana          |                       |
| Vitória | 9–1    | Luis Cervantes     | Submissão (mata-leão)                | HF 4                                     | 23/02/2019 | 1     | 0:53  | Cancún           |                       |
| Derrota | 8–1    | Mahatma García     | Submissão (chave de calcanhar)       | HF 3                                     | 3/11/2018  | 1     | 0:59  | Cancún           |                       |
| Vitória | 8–0    | Adonilton Matos    | Submissão (mata-leão)                | BDMMA - Beat Down MMA 3: Grand Prix      | 18/08/2018 | 1     | 1:21  | Cidade do México |                       |
| Vitória | 7–0    | Enrique González   | Decisão (divisão)                    | BDMMA - Beat Down MMA 3: Grand Prix      | 18/08/2018 | 3     | 5:00  | Cidade do México |                       |
| Vitória | 6–0    | Julio Ramírez      | Submissão (estrangulamento de ombro) | HF 1                                     | 23/03/2018 | 1     | 1:15  | Cancún           |                       |
| Vitória | 5–0    | Orlando Macías     | Nocaute técnico (socos)              | The Art of Fighting - In Search of Glory | 2/09/2017  | 1     | 4:21  | Guadalajara      |                       |
| Vitória | 4–0    | Andrés Baca        | Nocaute técnico (soco)               | RC 5                                     | 11/05/2016 | 1     | 0:12  | Chihuahua        |                       |
| Vitória | 3–0    | Jesús Tejeda       | Nocaute técnico                      | RC 1                                     | 15/08/2015 | 1     | 2:07  | Chihuahua        |                       |
| Vitória | 2–0    | Raúl Armas         | Finalização                          | WBG 8 - World Best Gladiators 8          | 18/04/2015 | 1     | 0:50  | Chihuahua        |                       |
| Vitória | 1–0    | Ever Alvarado      | Nocaute técnico (socos)              | WBG - World Best Gladiators 2            | 24/05/2014 | 1     | N/A   | Chihuahua        |                       |